# Gjersjøen
Gjersjøen est un petit lac dans les municipalités de Nordre Follo et Ås dans le comté d'Akershus en Norvège.

## Description
Le lac Gjersjøen est une source d'eau potable pour les municipalités d'Oppegård et d'Ås. Le lac Gjersjøen reçoit l'afflux du petit lac Kolbotnvannet au nord-est et de lac de Nærevannet au sud-est et de plusieurs étangs. Il se jette dans le Bunnefjorden.
Il existe un certain nombre d'espèces de poissons différentes dans le lac comme la perche, le brochet, le gardon et plusieurs espèces de carpe comme la brème et le vairon. Des sandre ont été relâchés et des anguilles et des écrevisses ont également été enregistrées dans le lac. Dans les années 1970, des observations de grémille ont été signalées, mais la confirmation de cela est inconnue.

## Aire protégée
La partie sud, Slorene, est une zone de conservation de la nature (zone humide), conformément à l'article 12-7 no 6 de la loi sur l'aménagement et la construction. La zone humide est d'une grande importance pour les oiseaux migrateurs.